# 1 life
1 life is een nummer van Xandee. Het was tevens het nummer waarmee ze België vertegenwoordigde op het Eurovisiesongfestival 2004 in de Turkse stad Istanboel.
Dit was het eerste Eurovisiesongfestival waar werd gebruikgemaakt van een halve finale. Aangezien België in 2003 tweede eindigde, mocht het rechtstreeks naar de finale. Daarin werd Xandee echter 22ste, waardoor België in 2005 moest deelnemen aan de halve finale.

## Resultaat finale
| Plaats | Land       | Artiest           | Lied                        | Punten |
| ------ | ---------- | ----------------- | --------------------------- | ------ |
| 21     | Oostenrijk | Tie Break         | Du bist                     | 9      |
| 22     | België     | Xandee            | 1 life                      | 7      |
| 22     | Ierland    | Chris Doran       | If my world stopped turning | 7      |
| 24     | Noorwegen  | Knut Anders Sørum | High                        | 3      |